# Limnephilus hirsutus
Limnephilus hirsutus là một loài Trichoptera trong họ Limnephilidae. Chúng phân bố ở miền Cổ bắc.